# خليج بان ناه

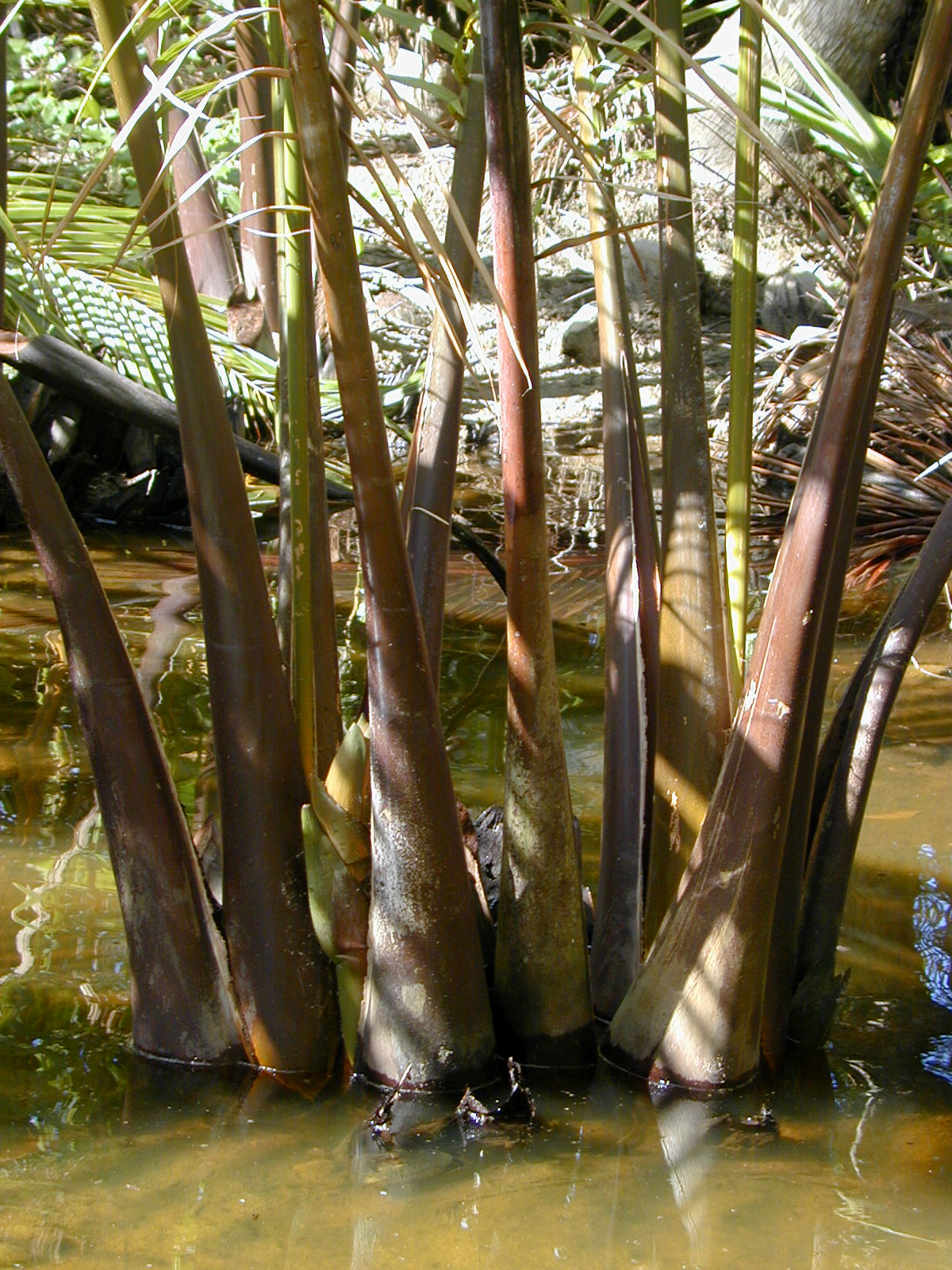
نشاط العناية بالنخيل الذي يقوم به سكان هذا الخليج

خليج بان ناه يمتد ل400 كيلومتر في بحر أندامان بين جزيرة بوكيت و شبه جزيرة مالاي بينسولا في جنوب تايلاند , و تشغل منذ سنة 1981 الحديقة الوطنية لفانه بانغ جزءا كبيرا من مساحة مقاطعة بان ناه .
الحجر الجيري يوجد بكثرة في الكهوف التي توجد بالخليج ويبلغ عمرها أكثر من 10 آلاف سنة، حين كان مستوى البحر منخفضا .
الجزيرة تحتوي على 42 جزيرة صغيرة، تضم لك منها غابات كثيرة وأراضي ضحلة، كما تحتوي على 28 نوعا على الأقل من أشجار المانغروف، إضافة لأحواض أعشاب بحرية و شعاب مرجانية ,
إضافة إلى 88 نوع من الطيور، منهم من مهدد بالانقراض كالزقزاق الماليزي، الدتشر الآسيوي، ويمكن العثور أيضا على 82 نوعا من الأسماك , 18 نوع من الزواحف , 3 من البرمائات و 17 نوع من الثدييات تشمل الأطوم ( من الحيوانات المهددة بالانقراض ) , الغيبون وخنزير البحر الأسود.
و يمارس سكان هذه المنطقة العديد من النشاطات المختلفة كالصيد و الحصاد والعناية بالنخيل .
و توجد في اخليج مناطق ذات طراز عالمي إضافة لأهم شيء وهو المناظر الطبيعية الخلابة .
أهم جزيرة في الخليج هي جزيرة جيمس بوند المشهورة بصخورها الجلدية الكثيرة المرتبطة بالبحر، كما ظهرت في فيلم من سلسلة أفلام جيمس بوند و بالضبط فيلم الرجل ذو المسدس الذهبي , كما سبق لخليج بان ناه أن ظهر في فيلم آخر من سلسلة جيمس بوند وهو فيلم غدا لا يموت .

## معرض صور

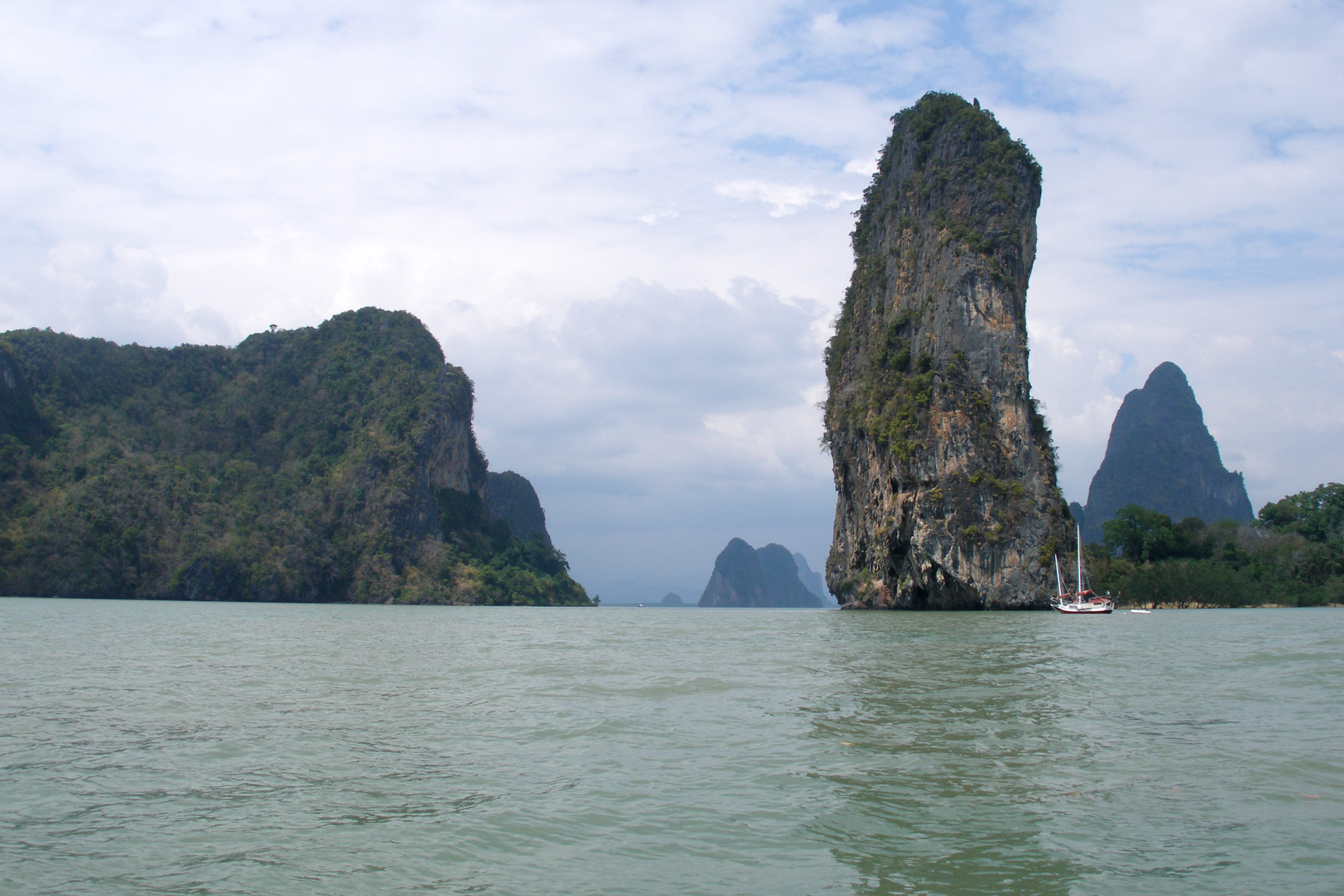
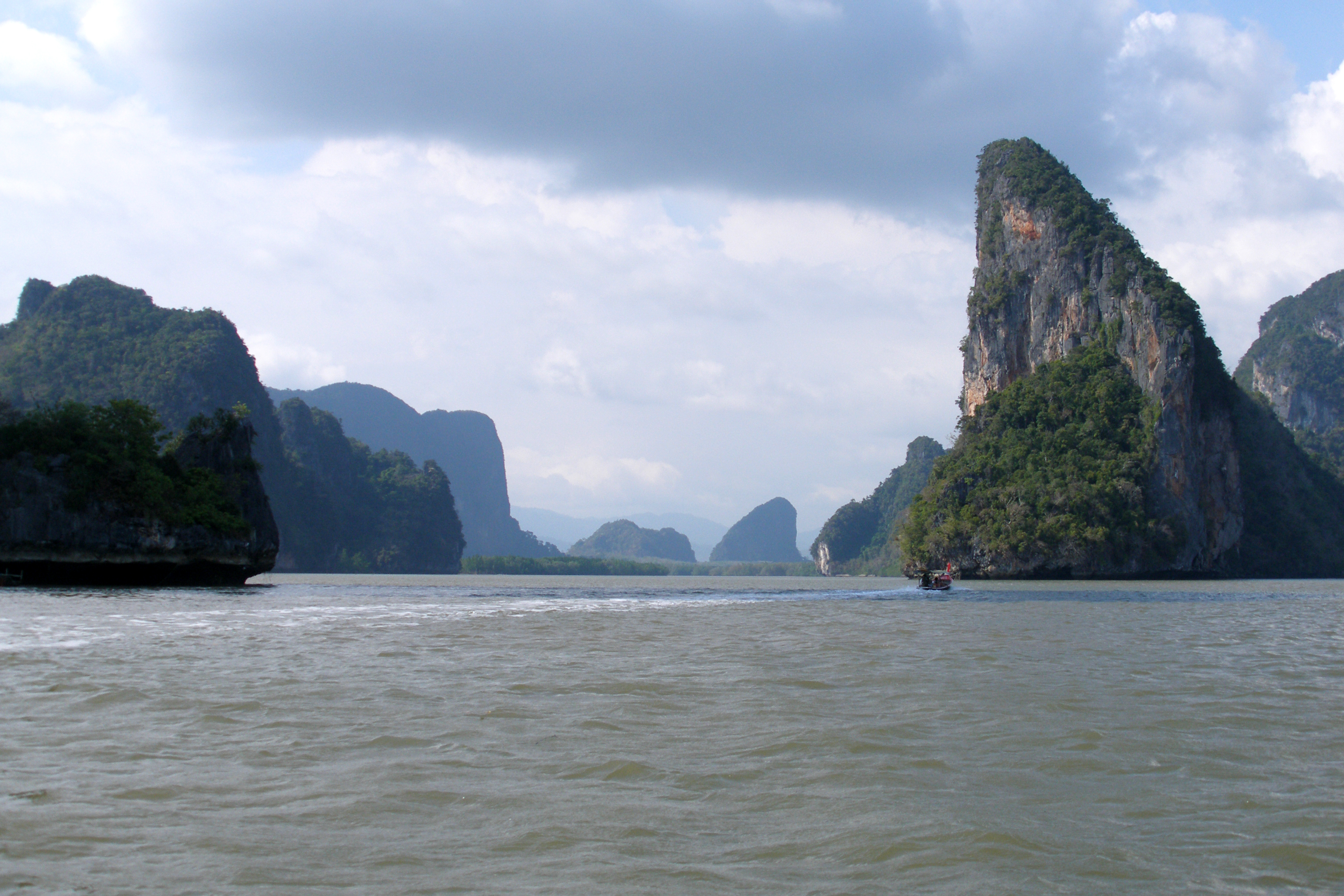
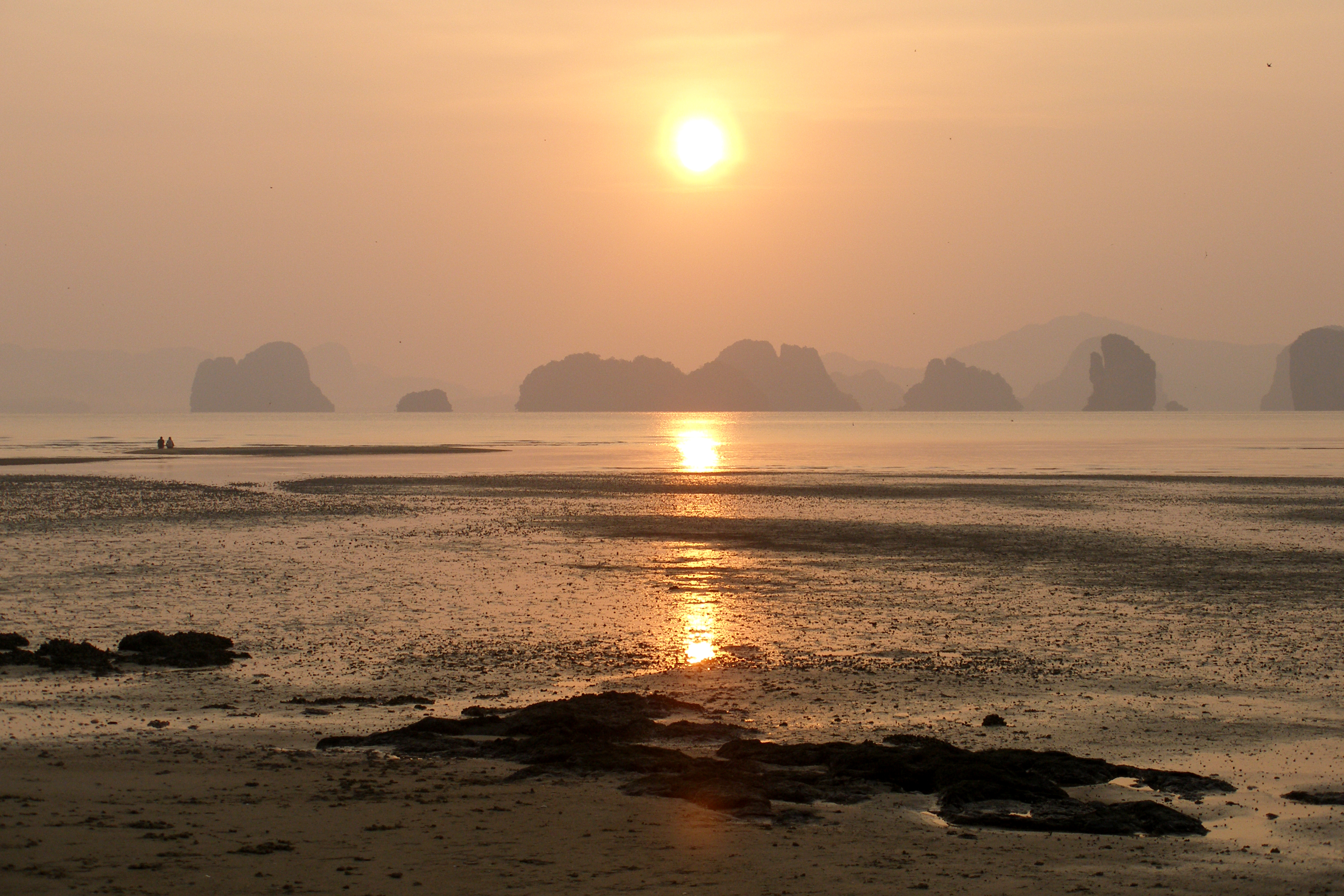
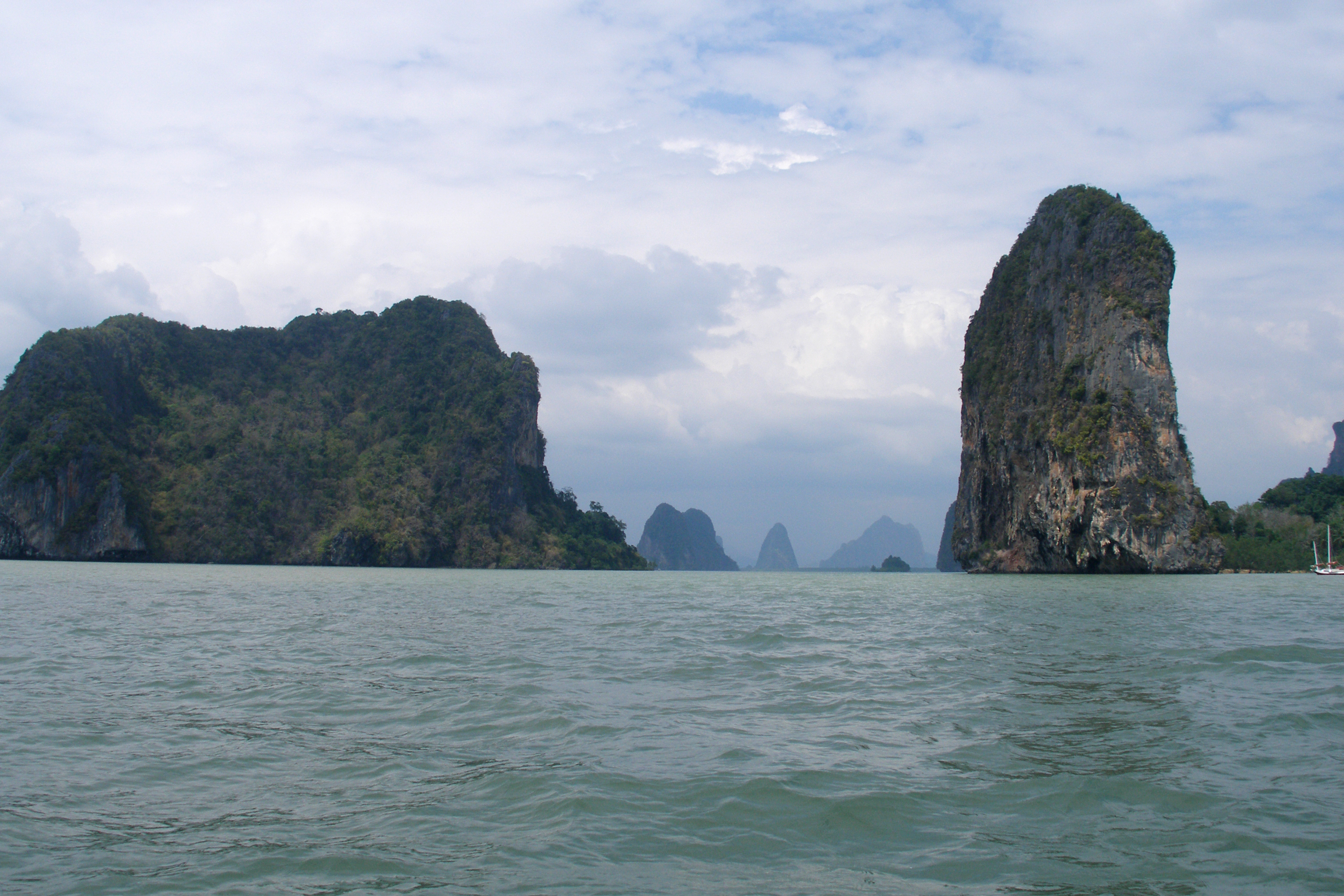